# Herzroute
Die Herzroute ist ein nationaler Radwanderweg in der Schweiz. Er führt aktuell mit 13 Etappen vom Genfer- zum Bodensee.
Die roten Wegweiser von SchweizMobil tragen die Nummer 99.
Neben der Herzroute gibt es noch sechs Rundkurse, die sogenannten Herzschlaufen.

## Strecke

### Strecke Herzroute
Die hügelige Strecke durch Voralpen und Mittelland ist abwechslungsreich angelegt, aber zum Befahren anspruchsvoll – sie wird deshalb speziell für Touristen mit Elektrofahrrädern vermarktet. Sie hat eine Länge von 709 km und weist 13.650 Höhenmeter auf. Die Herzroute ist auf ihrer ganzen Länge als Route 99 gut ausgeschildert.
Die ausgeschilderten 13 Etappen sind:
- Lausanne VD – Romont: 50 km / 1090 m
- Romont – Laupen: 63 km / 930 m
- Laupen BE – Thun: 65 km / 1350 m
- Thun BE – Langnau: 72 km / 18700 m
- Langnau – Burgdorf: 56 km / 1300 m
- Burgdorf – Willisau: 63 km / 1230 m
- Willisau LU – Zug: 69 km / 1070 m
- Zug ZG – Einsiedeln: 46 km / 1210 m
- Einsiedeln SZ – Rapperswil: 51 km / 750 m
- Rapperswil SG – Wattwil: 55 km / 1250 m
- Wattwil SG – Herisau: 55 km / 1200 m
- Herisau AR – Altstätten: 43 km / 970 m
- Altstätten SG – Rorschach SG: 39 km / 1020 m

Nach der Eröffnung eines ersten Teilstücks zwischen Lützelflüh und Willisau 2003 kamen bis 2010 weitere Etappen über Burgdorf, Langnau, Thun und Laupen hinzu mit dann insgesamt 240 Kilometern Velowanderweg.
Im Herbst 2014 waren die Etappen bis Zug ausgebaut. Bis im Frühjahr 2015 wurden die bisherigen 7 Etappen um 6 Richtung Osten erweitert. Damit führt die Herzroute nun durch die ganze Schweiz vom Genfersee bis an den Bodensee.

### Herzschlaufen
Ab 2016 wurden mehrere Herzschlaufen an die Hauptroute angegliedert:
- 2016 Seetal Eschenbach-Lenzburg-Eschenbach[4] (Route Nr. 599 / Ostast: 48 km / 850 Höhenmeter / Westast 66 km / 1010 Höhenmeter)
- 2018 Napf Willisau-Langnau-Entlebuch-Willisau[5] (Route Nr. 399 / Willisau-Langnau: 58 km / 1600 Höhenmeter / Langnau-Willisau: 69 km / 1480 Höhenmeter)
- 2019 Sense Laupen-Laupen[6] (Route Nr. 299 / 72 km / 1500 Höhenmeter)
- 2021 Burgdorf Burgdorf-Burgdorf (Route Nr. 899 / Ost: 48 km / 1090 Höhenmeter / West: 54 km / 930 Höhenmeter)
- 2023 Langnau Langnau-Langnau (Route Nr. 499 / 68 km / 1179 Höhenmeter)
- 2023 Gotthelf Langnau-Langnau (Route Nr. 699 / 61 km / 1520 Höhenmeter)

## Velowegkirchen
Die Herzroute unterstützt als Partner das Projekt der "Velowegkirchen" (dt. Radwegekirchen). Die Reformierten Kirchen Bern-Jura-Solothurn nahmen 2014 die aus Deutschland stammende Idee der Radwegekirchen auf und wählten dem Schweizer Sprachgebrauch entsprechend das Wort "Velowegkirche". In der Folge wurde im August 2015 den ersten 16 Schweizer Kirchen das Label verliehen. Sie alle liegen an der Herzroute.